# Théophile Bra
Théophile-François-Marcel Bra (Douai, 23 giugno 1797 – Douai, 2 maggio 1863) è stato uno scultore e disegnatore francese.

## Biografia
Ha studiato arte a Parigi. Le sue sculture sono conservate in varie chiese di Parigi, a Versailles, al Museo di storia della Francia, a Lilla, a Valenciennes e al Museo della Certosa di Douai. Ha ricevuto importanti ordini ufficiali durante la Restaurazione e la monarchia di luglio per la chiesa della Madeleine, il palazzo del Louvre, l'Arco di Trionfo, la reggia di Versailles e per le statue religiose.

## Opere
Opere maggiori di Théophile Bra:
- 1833: Ulisse sull'isola di Calipso, parco del castello di Compiègne;
- La pianta della colonna della Grande Armata viene presentata a Napoleone I, colonna della Grande Armata a Wimille;
- 1845: La Colonna della Dea, place du Général-de-Gaulle a Lilla.

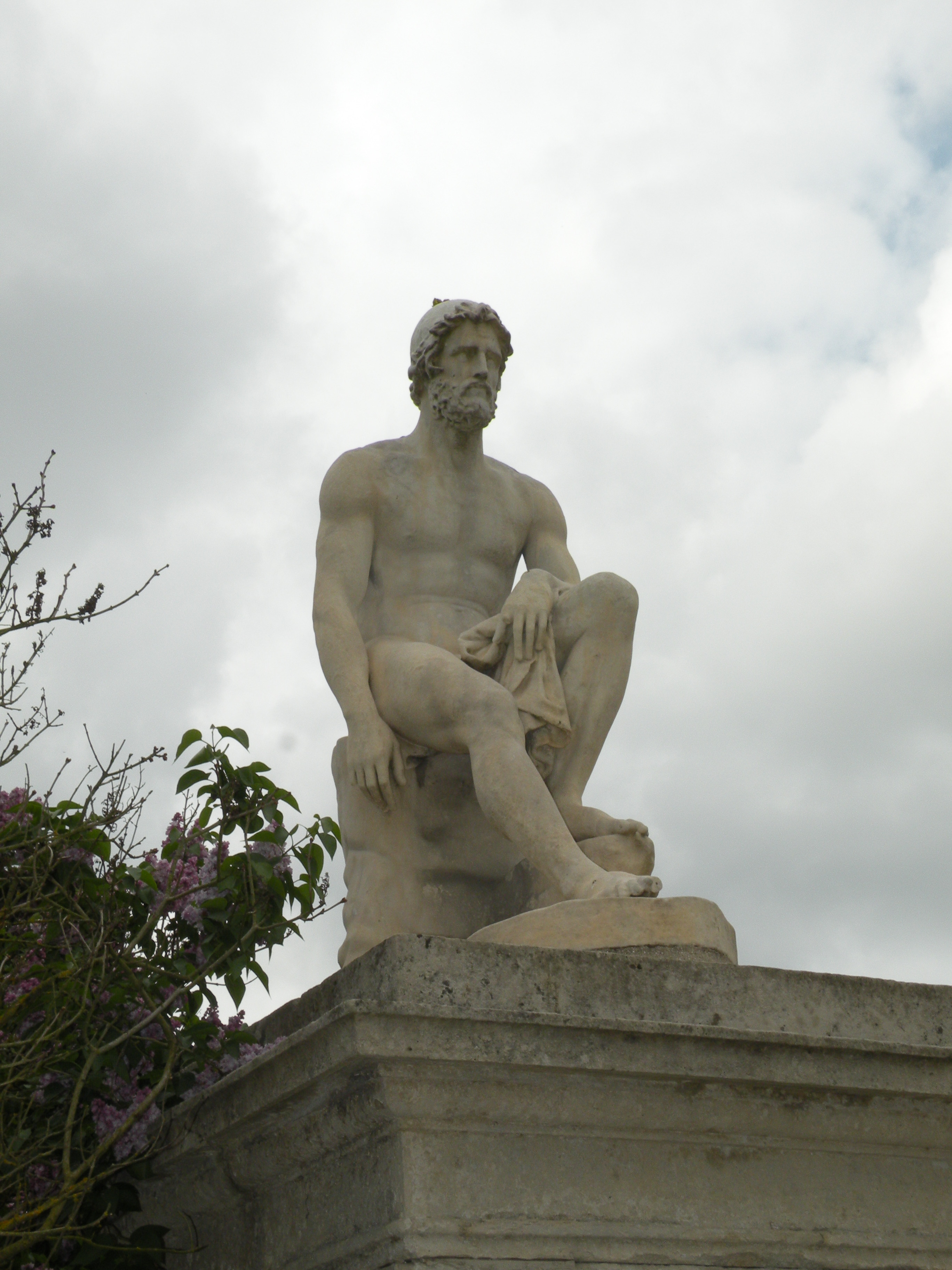
Ulisse sull'isola di Calipso, parco del castello di Compiègne, 1833
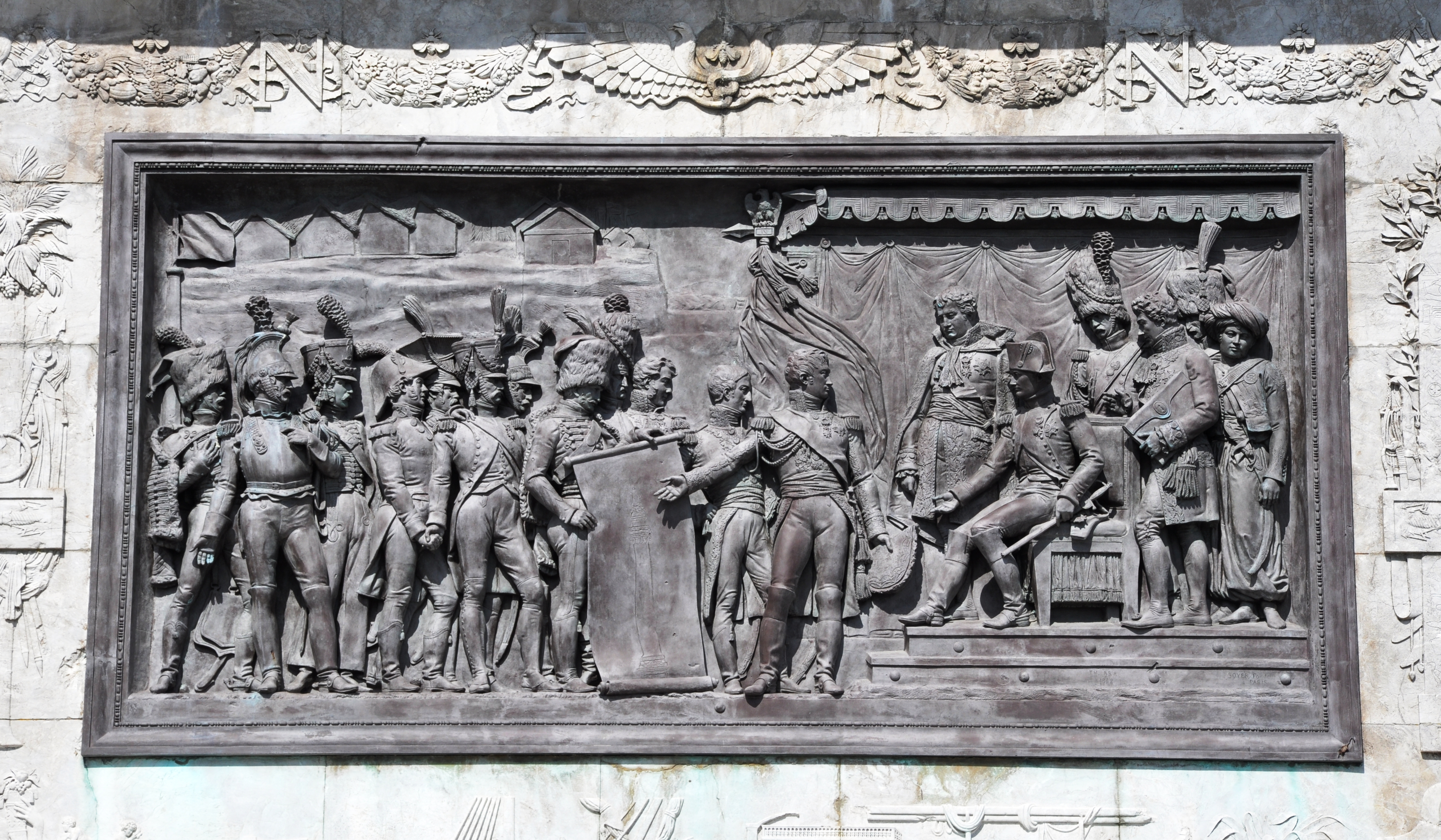
La pianta della colonna della Grande Armata viene presentata a Napoleone I, colonna della Grande Armata a Wimille
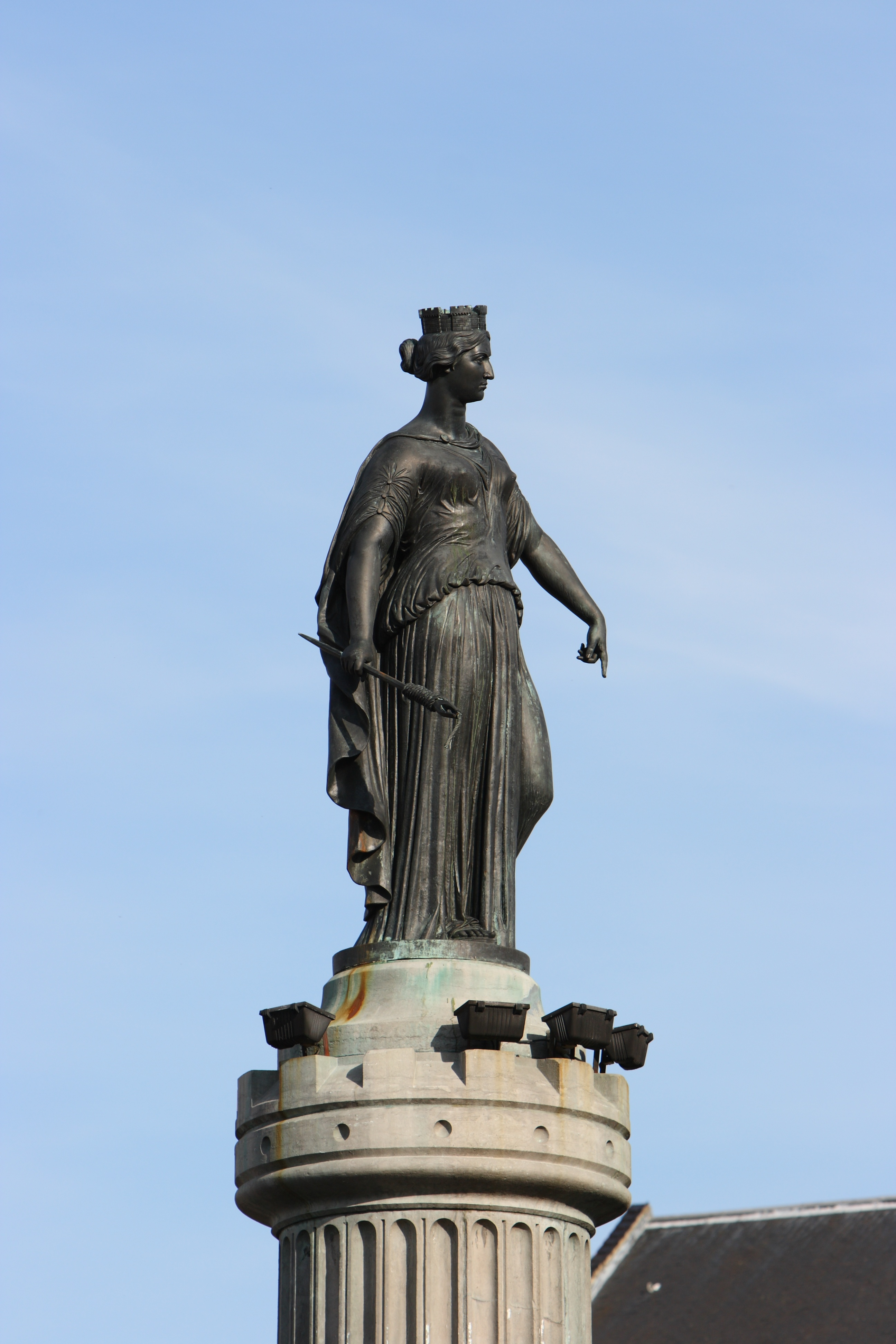
La Colonna della Dea, place du Général-de-Gaulle a Lilla, 1845